# Schützenbrunnen (Brugg)

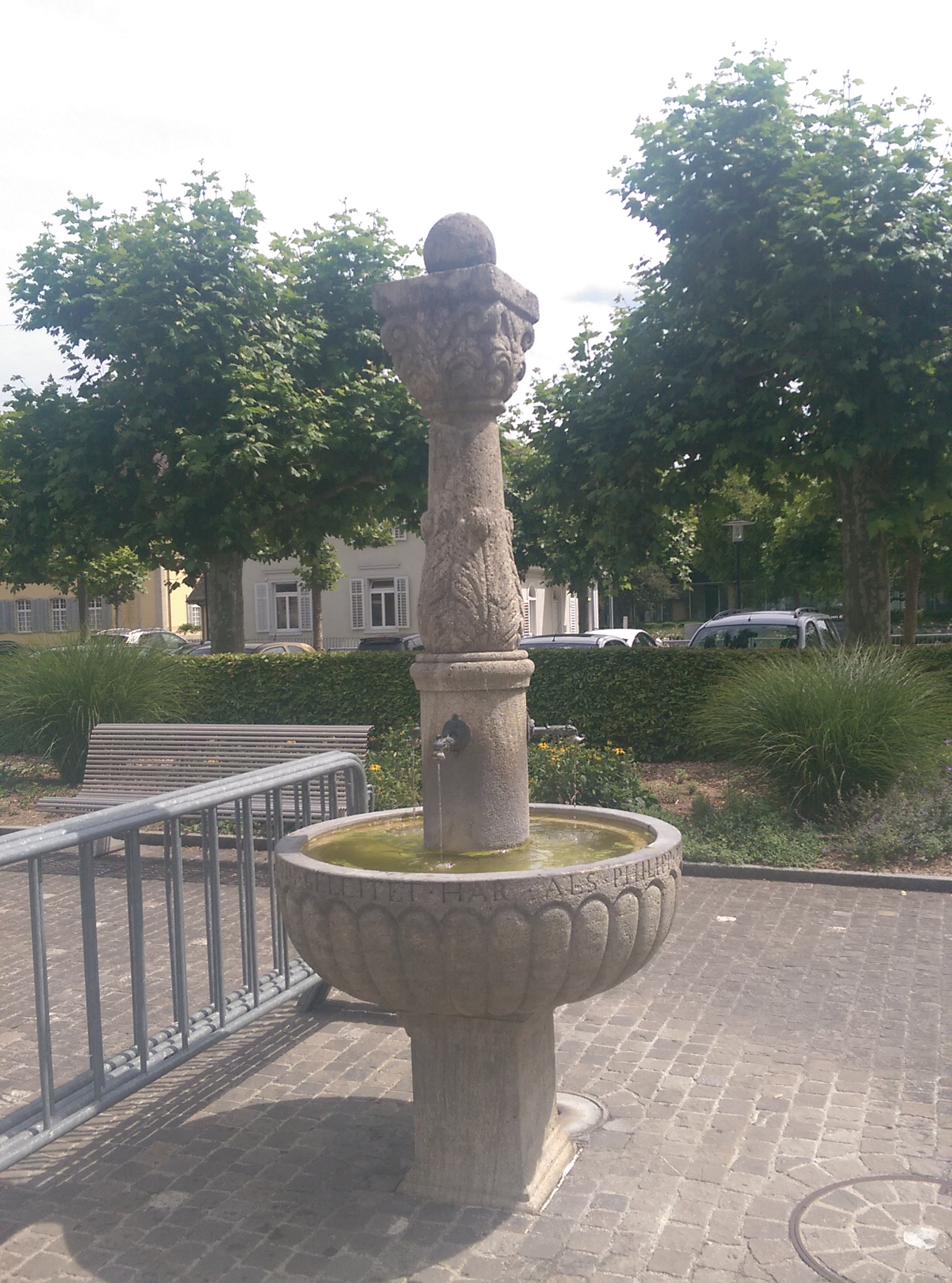
Schützenbrunnen (2015)

Der Schützenbrunnen ist ein historischer Brunnen in der Altstadt von Brugg im Kanton Aargau. Er ist ein Kulturgut von regionaler Bedeutung.

## Beschreibung
Dieser Spätrenaissance-Brunnen von 1603 ist auf einem prismatischen Sockel gebuckelt. Rings um die Rundschale am Brunnenrand ist eine Inschrift eingraviert. Der Brunnen verfügt über einen konzentrischen Stock, eine Balustersäule mit Akanthusblattwerk und reichem Kompositkapitell. Auf der Deckplatte oben am Brunnenstock ist eine Kugel angebracht. Die Ausgussröhren stecken in Masken und enden als Fabeltierkopf. Die Brunnenschale wurde 1980 erneuert.